# 啓泰
啓泰（1856年—？），字子开，号佑之，苏完瓜尔佳氏，内务府滿洲鑲黃旗人，清朝政治人物、同進士出身。
光緒十四年，順天乡试中一百十八名举人，二十年（1894年），参加光緒甲午科会试，第二百一名，殿試，登進士三甲92名。同年五月，著交吏部掣签分发各省，以知县即用。